# Saltos Grande y Chico
Los saltos Grande y Chico son las dos caídas mayores que históricamente presentaban la zona de rápidos del río Uruguay medio, un área de correderas, bajos fondos rocosos, rápidos y pequeñas cascadas, generadas por importantes afloramientos de basalto que interrumpen la navegabilidad del curso fluvial, el cual allí oficia de límite jurisdiccional entre Argentina y Uruguay. Hoy, el mayor de ellos —el salto Grande— se encuentra completamente sumergido por el lago artificial producido por las obras de la represa hidroeléctrica de Salto Grande, mientras que el salto Chico, ubicado aguas abajo del primero, se mantiene con su estructura morfológica original, conformando pequeñas cascadas de algo más de un metro, aunque su altura depende del nivel de las aguas del río, quedando también sumergido durante las crecientes e inundaciones.

## Ubicación
Los saltos Grande y Chico se sitúan en la frontera argentino-uruguaya sobre el curso medio del río Uruguay. 
En Argentina se localizan en el nordeste del país, en la llamada región mesopotámica, en la parte nordeste de la provincia de Entre Ríos, el salto Chico en el departamento Concordia, y el salto Grande en el departamento Federación casi el límite con el primer departamento.
En Uruguay se ubican en el departamento de Salto, al norte de la ciudad homónima en la margen oriental o izquierda del citado curso fluvial.

### El salto Chico
El salto Chico se encuentra justo frente al parque San Carlos de la ciudad de Concordia, en la margen occidental o derecha y al norte de la ciudad de Salto en la opuesta. Sus coordenadas son: 31°21′29.83″S 57°59′25.21″O / -31.3582861, -57.9903361. El área de salto Chico es reputada por ser destino para la pesca deportiva de grandes ejemplares de dorado (Salminus brasiliensis).

### El desaparecido salto Grande

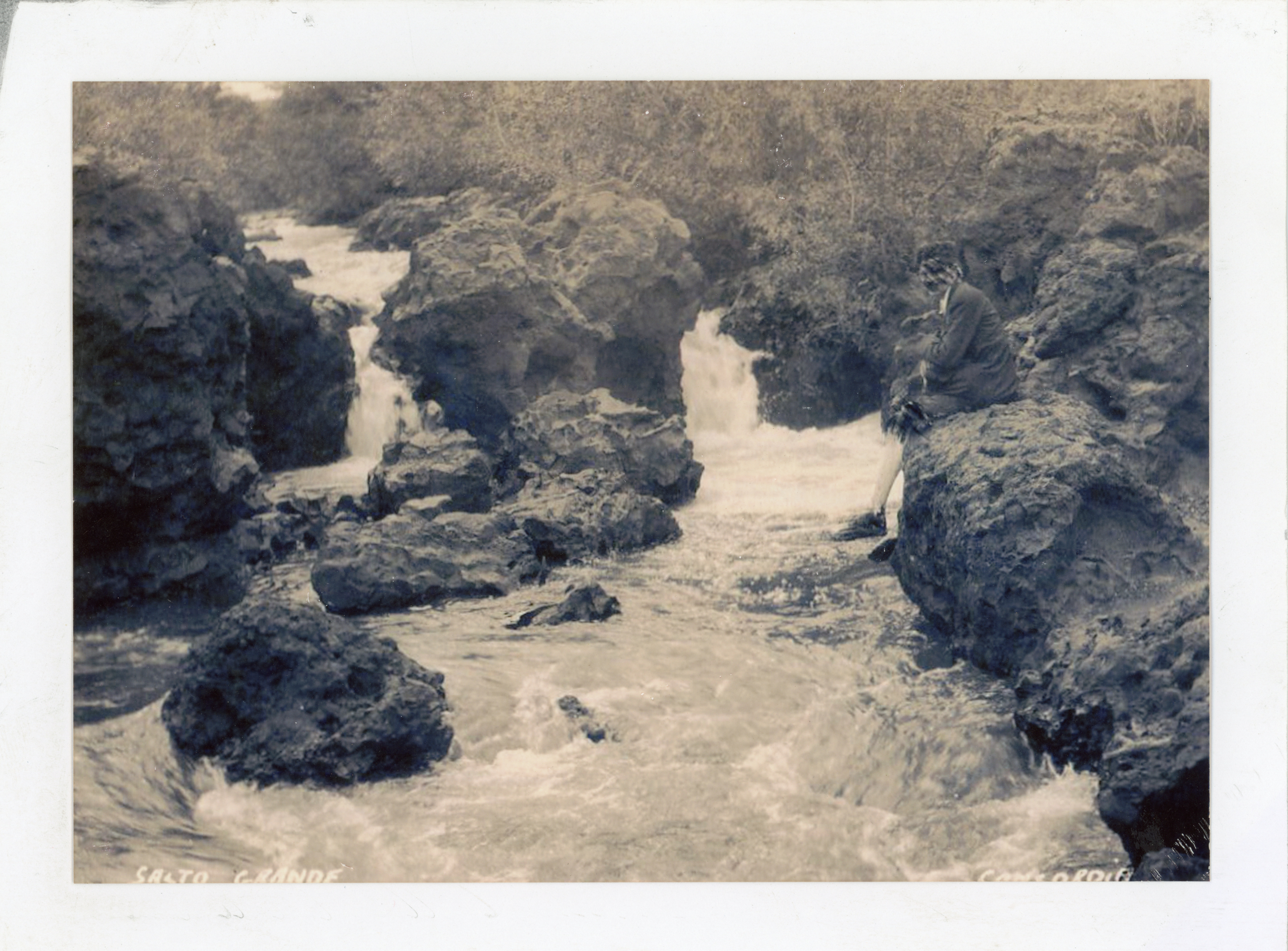
Cascada del Uruguay en Salto Grande, Concordia.

El salto Grande hoy está completamente sumergido, ya que la represa hidroeléctrica homónima lo inundó al momento de su llenado en 1979. Se ubicó precisamente allí por la diferencia de nivel de las aguas que representaba dicha cascada, además de contar con una buena base rocosa para asentar la pared de la presa. Hoy el salto Grande se encuentra en el lecho del embalse, a alrededor de 25 metros bajo su superficie. La ubicación del salto Grande es a aproximadamente 20 kilómetros río arriba del salto Chico, en la zona limítrofe entre el departamento Concordia y el departamento Federación.  
El salto Grande, haciendo alusión a su nombre, era mucho mayor que el salto Chico. Cuando el río estaba bajo mostraba cascadas pronunciadas y variedad de otras caídas, junto a torrentes y profundos pozos, con una buena cantidad de canales, entre grandes rocas, peñascos y barrancos de piedra. Las cascadas más notables eran las llamadas: “Cascadas de Peo”, “Santa Bárbara”, “Caída del Toro” y “Boquerón del Infierno”.

## Historia
Fuerte de San Antonio del Salto Chico
Entre 1757 y 1763 existió en el área del salto Chico un establecimiento militar y comercial del Imperio español: el fuerte de San Antonio del Salto Chico.
Éxodo del Pueblo Oriental
También el salto Chico fue escenario de un destacado acontecimiento de la historia uruguaya, el llamado Éxodo del Pueblo Oriental, ya que precisamente allí se produjo el cruce hacia Entre Ríos de la emigración colectiva de habitantes de la Banda Oriental siguiendo a su líder, José Gervasio Artigas, ocurrido en diciembre de 1811.

### Escollos para la navegación
Los saltos afectan a todo el transporte que se efectúa a través del río Uruguay. Por ejemplo, la línea de jangadas que venían bajando desde las selvas del Alto Uruguay con su carga de gruesa madera rolliza de especies de alto valor comercial, debían desarmarse al llegar al salto Grande. Se retiraba los troncos del río y se los transportaba hacia la ciudad de Federación (una de las de mayor historia maderera de la región); allí recibían un primer aserrado, antes de rearmar las jangadas aguas debajo de Concordia, para luego continuar el descenso acuático rumbo a Buenos Aires.
Hay proyectos para extender la navegación por el río Uruguay unos 200 kilómetros más hacia el norte, activando la prevista esclusa de navegación de Ayuí (la cual carece de equipos electromecánicos), ubicada en la margen argentina de la represa, y continuándola hacia el sur con un canal largo (de unos 12,7 km) o un canal corto (de unos 3 a 4 km). 
En la primera opción (la más económica) se eludiría al salto Chico, ya que al llegar a él desde el sur se entraría en el complejo de canales y esclusas que se cavaría en la ribera occidental.
En el segundo proyecto (el más costoso) se volaría algún sector del salto Chico y se navegaría sobre sus restingas ya que toda el área se cubriría bajo las aguas de una nueva represa, que cumpliría la función de compensadora de la levantada en el Ayuí, además de generar también hidroelectricidad. Esta segunda represa, se denominaría “dique compensador Pepeají” o “Salto Chico”,
Se levantaría en algún punto a determinar sobre el tramo que corre aguas abajo hasta 200 km como máximo de la presa de Salto Grande, postulándose como aptas la zona de la isla Pepeají y el paso Pepeají superior -un estrangulamiento del río en el km 250- y la zona de El Monigote. El lago artificial que formaría hubiese llegado al pie mismo de la presa de Salto Grande. Sin embargo, desde 2003 la ley provincial 9092 prohíbe la construcción de nuevas represas en los ríos de Entre Ríos.
Una alternativa que mantendría la actual conformación del salto Chico es el denominado “Esclusas de San Antonio”, iniciativa del ingeniero agrimensor Guillermo Dubosc, el proyecto crearía un by-pass utilizando el arroyo San Antonio, un curso de agua natural en territorio uruguayo, para crear una hidrovía que, mediante esclusas, diques y canales, conectaría las aguas del río Uruguay en la zona de Salto con las del embalse.

## Características geológicas
La roca que forma los saltos pertenece a basaltos cretácicos de la Formación Serra Geral. En discordancia erosiva se encuentra la Formación El Palmar, informalmente conocida como formación Salto Chico. Del lado uruguayo se encuentra su continuación, la Formación Salto.